# Pearson Reef
Pearson Reef är en ö bland Spratlyöarna i Sydkinesiska havet. Vietnam betraktar den som sitt territorium, något som inte erkänns av grannländer som Kina och Taiwan.